# Rückeroberung von Konstantinopel 1261
Zur byzantinischen Rückeroberung von Konstantinopel kam es am 25. Juli 1261.
Im Gegensatz zu den Eroberungen 1204 (durch die Kreuzfahrer) und 1453 (durch die Osmanen) wurde die Stadt im Handstreich erobert, das heißt, es fand keine Belagerung statt.

## Vorgeschichte
Nachdem im Jahr 1204 während des Vierten Kreuzzugs Konstantinopel von den Kreuzfahrern und Venezianern erobert und geplündert worden war, wurde in der Folge das Lateinische Kaiserreich, ein katholischer, als Lehensverband aufgebauter Staat, errichtet. Gleichzeitig entstanden mehrere byzantinische Nachfolgestaaten, der mächtigste von ihnen war das Kaiserreich Nikaia, welches von der Laskariden-Dynastie beherrscht wurde.
Während das Lateinische Kaiserreich durch militärische Niederlagen, innere Machtkämpfe, Misswirtschaft, Widerstand seitens der griechisch-orthodoxen Bevölkerungsmehrheit sowie mangelnde Unterstützung durch Venedig und andere westeuropäische Staaten zunehmend handlungsunfähig wurde und sich bald nur noch auf das Umland der Hauptstadt beschränkte, expandierte das Kaiserreich Nikaia durch Siege gegen Seldschuken, Lateiner und die anderen byzantinischen Teilstaaten rasch. 1235 belagerten nicäische und bulgarische Truppen gemeinsam Konstantinopel, konnten die Stadt aber nicht erobern.
1259 übernahm Michael VIII. Palaiologos im nicäischen Exil für den minderjährigen Johannes IV. Laskaris die Regentschaft. Wie auch seine Vorgänger verfolgte er als Hauptziel die Rückeroberung der byzantinischen Hauptstadt. Im September des gleichen Jahres schlugen nicäische Truppen in der Schlacht von Pelagonien Achaia, Epirus und Sizilien; Nikaia wurde damit unumstritten die stärkste Macht der Region.
Obwohl zu dieser Zeit zwischen Nikaia und dem Lateinischen Reich ein Waffenstillstand bestand, vereinbarte Michael VIII. mit den Genuesen, den Erzrivalen der Venezianer, einen gemeinsamen Angriff auf Konstantinopel. Die Genuesen sollten den Angriff mit ihrer Flotte unterstützen, im Gegenzug dafür würden sie die Handelsprivilegien der Venezianer erhalten.

## Alexios Strategopulos in Thrakien
Im Sommer 1261 sandte Kaiser Michael den zum Cäsar ernannten General Alexios Melissenos Strategopulos nach Thrakien, um dort die Grenzen nach Bulgarien und Epirus zu überwachen; des Weiteren sollte Alexios Strategopulos die Stärke der Verteidigungsanlagen Konstantinopels überprüfen und im Umland der Stadt Unruhe stiften. General Alexios’ Armee bestand, da keine größeren Gefechte erwartet wurden, nur aus etwa 800 bithynischen Reitern und einigem Fußvolk (nach anderen Angaben handelte es sich um kumanische Söldner).
In der thrakischen Siedlung Selymbria nahe Konstantinopel erfuhr Alexios von den ortsansässigen, unabhängigen Bauern (thelematarioi), dass der Großteil der lateinischen Armee zusammen mit der venezianischen Flotte unter dem Befehl des kurz zuvor eingetroffenen venezianischen Podestàs Marco Gradenigo, des Verwalters der örtlichen venezianischen Kolonie, unterwegs sei, um die 1000 Stadien entfernte Stadt Daphnusia zu überfallen, einen auf einer Insel zwischen Thrakien und Bithynien liegenden nicäischen Stützpunkt, durch den sich die Einfahrt vom Schwarzen Meer in den Bosporus kontrollieren ließ. Alexios Strategopulos beschloss, da er auch von einer geheimen Tür in der Befestigungsmauer Konstantinopels erfuhr, ohne Rücksprache mit seinem Kaiser die Chance zu nutzen und mit seinen wenigen Soldaten die nahezu unverteidigte Stadt zu überrumpeln.

## Eroberung Konstantinopels
Am Abend des 24. Juli führte Alexios seine Truppen im Schutz der Dunkelheit an die äußere Mauer Konstantinopels heran. In der Nacht bestiegen einige wenige seiner Soldaten durch die geheime Tür die Mauer, erschlugen die teils schlafenden Wachen und warfen sie von der Brüstung. Anschließend öffneten sie heimlich das Goldene Tor, dann die anderen Stadttore. Im Morgengrauen des 25. Juli strömte die Armee in die Stadt hinein, wo Alexios sogleich das venezianische Viertel in Brand setzen ließ.
Der lateinische Kaiser Balduin II. schlief zu dieser Zeit im Blachernenpalast. Als er vom Angriff erfuhr, organisierte er keine Gegenwehr, sondern ergriff sofort die Flucht. Er ließ seine Reichsinsignien, darunter Kaiserschwert und Szepter, zurück, begab sich zu Fuß zum kleinen Bukoleon-Hafen und floh mit einem venezianischen Handelsschiff nach Euböa (Negroponte) ins Exil.
Als die französischen und italienischen Bürger der Stadt den Angriff bemerkten, wurde schnell klar, dass es für Widerstand zu spät war. Es brach Panik aus, die katholische Bevölkerung floh aus ihrem brennenden Viertel zum Hafen. Zu diesem Zeitpunkt kehrte die venezianische Flotte mit dem lateinischen Heer aus Daphnusia zurück. Die Truppen an Bord sahen die panisch zusammengedrängten Menschenmassen am Hafen, hielten die Stadt für verloren, nahmen deshalb noch einige Flüchtlinge auf und segelten dann nach Venedig.
Die zurückgebliebene fränkische Bevölkerung suchte Zuflucht in den Klöstern oder versuchte sich zu verstecken.
Das erwartete Massaker, als Rache für 1204, blieb jedoch aus. Abgesehen vom Niederbrennen des venezianischen Viertels kam es zu keinen Ausschreitungen gegen die fränkische Bevölkerung. Als dies den Lateinern klar wurde – insgesamt waren noch etwa tausend in der Stadt –, rafften sie ihre Besitztümer zusammen und segelten mit neu eingetroffenen venezianischen Schiffen nach Euböa. Da sich jedoch nicht genug Proviant an Bord befand, verhungerten viele von ihnen unterwegs.

## Einzug des Kaisers
Michael VIII. Palaiologos befand sich zweihundert Meilen entfernt im kleinasiatischen Meteorion, als ihm von seiner Schwester Eulogia die überraschende Siegesbotschaft übermittelt wurde. Er zweifelte zunächst an der Nachricht; erst als ihm Balduins kaiserliche Insignien übergeben wurden, hatte er Gewissheit. Am 15. August 1261 zog Michael feierlich in die wiedergewonnene Hauptstadt ein. Die Prozession, die man bewusst schlicht gehalten hatte und an deren Spitze eine angeblich vom Apostel Lukas gemalte Hodegetria-Ikone getragen wurde, betrat die Stadt durch das Goldene Tor und schritt dann bis zur Hagia Sophia, wo neben einem Dankesgottesdienst auch eine zweite Krönung Michaels stattfand.
Patriarch Arsenios Autoreianos krönte jedoch diesmal Michael VIII. und seine Frau Theodora zusammen mit ihrem kleinen Sohn Andronikos; Johannes IV. Laskaris, für den Michael einst die Regentschaft übernommen hatte, war in Nikäa zurückgelassen worden, wo Michael ihn kurz darauf blenden ließ und somit die Dynastie der Laskariden beendete.